# Christopher Bollas
Christopher Bollas, né le 21 décembre 1943 à Washington, est un psychanalyste et écrivain britannique d'origine américaine.

## Biographie
Son père est d'origine française et sa mère est californienne. Sa famille s'installe en Californie où il fait ses études primaires puis étudie l'histoire à l'université de Berkeley. Il travaille durant deux ans dans un centre pour enfants autistes et schizophrènes à Oakland. Il prépare un doctorat en littérature anglaise sur des romans d'Herman Melville, à l'université de Buffalo tout suivant une formation à la psychothérapie psychanalytique puis une formation en travail social au Smith college. En 1973, il s'installe en Angleterre où il se forme d'abord à la Tavistock Clinic puis à l'Institut de psychanalyse de la Société britannique de psychanalyse. Il suit une analyse durant deux ans avec Masud Khan, ainsi que divers séminaires, et est supervisé par Paula Heimann et Marion Milner. Il est ensuite accepté comme membre de la Société psychanalytique en 1977 et devient psychanalyste en libéral, à l'exception des années 1985-1987 durant lesquelles il est directeur de l'éducation au Austen Riggs Center. 
Il donne des séminaires, notamment comme professeur invité à l'Istituto di neuropsichiatria infantile de l'université La Sapienza de Rome (1978-1998), puis à partir de 1983, dans le cadre de l'Association suédoise de psychanalyse,. Il participe aux travaux d'un groupe de psychanalystes allemands, suédois et suisses, le European Study Group on Unconscious Thought (ESGUT) pendant une dizaine d'années. Il est devenu citoyen britannique en 2010.
Il contribue à la Nouvelle Revue de psychanalyse, rencontrant ainsi J.-B. Pontalis et André Green. 
Depuis les années 1990, il se consacre de manière privilégiée à l'écriture et à la critique culturelle.
Outre ses ouvrages psychanalytiques, il a publié des romans et un recueil de pièces de théâtre.

## Publications

### Essais
- Sens et Mélancolie. Vivre au temps du désarroi,  Paris, Ithaque, coll. « Psychanalyse », 2018, ((en) Meaning and Melancholia: Life in the Age of Bewilderment, Routledge;  2018, 174 p.)[6]
- Hystérie, Paris, Ithaque, coll. « Psychanalyse », 2017,  (ISBN 2916120610)[7],[8],[9],[10]
- Le Jour où le soleil explose. L'énigme de la schizophrénie, 2018, Éd. du Hublot,  (ISBN 978-2912186485) ((en) When the Sun Bursts: The Enigma of Schizophrenia, Yale University Press, 2015, 240 p.)
- Catch Them Before They Fall: The Psychoanalysis of Breakdown, Routledge, 2013, 144 p.[11]
- China on the Mind, Routledge, 2013, 184 p.
- Le Moment freudien, Préface d'André Green,  Paris, Ithaque, coll. « Psychanalyse », 2011,  (ISBN 2916120270)[12].
- The Christopher Bollas Reader, Routledge, 2011
- The Infinite Question, Routledge, 2009.
- The Evocative Object World, Routledge, 2008.
- The Freudian Moment Karnac Books, 2007.
- Cracking Up, Routledge, 2003.
- Les forces de la destinée, Paris, Calmann-Lévy, 1996,  (ISBN 2702125034)[13].
- Being a Character (1992, Routledge).
- The Shadow of the Object (1987, Free Association Books: 1987 Columbia University Press)
- Avant la chute : Psychanalyse de l’effondrement psychique [« Catch Them Before They Fall »], Ithaque, 2021, 136 p. (ISBN 9782490350179).

### Fictions
- Dark at the End of the Tunnel, Free Association Books, 2004.
- I Have Heard the Mermaids Singing, Free Association Books, 2005.
- Theraplay and Other Plays, Free Association Books, 2005.
- Mayhem, Free Associations Books, 2005.

### Articles et chapitres d'ouvrages
- L’espace et le temps à l’adolescence : une intervention psychanalytique lors d’une décompensation soudaine. Journal de la psychanalyse de l'enfant, vol. 10(1), 2020, p. 23-44[14].
- André, Revue française de psychanalyse, 2015/3, vol. 79, p. 836-839.
- Le passage psychanalytique, Bulletin de la Fédération Européenne de Psychanalyse, no 66, 2012, p. 77-88.
- La sagesse du rêve, Bulletin de la Fédération Européenne de Psychanalyse, no 63, 2009, p. 25-36.
- Travail de l'inconscient, transformations de l'inconscient : créativités de l'inconscient,  Bulletin de la Fédération Européenne de Psychanalyse, no 60, 2006, p. 139–168 [lire en ligne].
- De l'interprétation du transfert comme résistance à l'association libre, in André Green (dir.), Les voies nouvelles de la thérapeutique psychanalytique : le dedans et le dehors, p. 695-708, Paris, Puf, 2006.
- L'identification perceptive, Revue française de psychanalyse, 2006/5, vol. 70 , p. 1645-1648 [lire en ligne].
- Quitter le courant : de la défaite de la psychanalyse freudienne,  Revue française de psychanalyse, numéro hors série, 2001, p. 2031-242.
- Confidentialité et professionnalisme en psychanalyse. La Cause freudienne,  58(3), 2004, p. 145-159[15].
- De la perte de confiance en la psychanalyse, Psychanalyse internationale : lettre d'information, vol. 8, 1999/2, p. 22-24.
- Des mots pour dire la sexualité, Revue française de psychanalyse,1997/1, no 61, p. 203-208 lire en ligne sur Gallica [lire en ligne].
- L'objet transformationnel, Revue française de psychanalyse, vol. 53, 1989/4 lire en ligne sur Gallica [lire en ligne].
- Trisexualité,  Nouvelle Revue de psychanalyse, no 29, 1984, p. 217-222.
- La révélation de l'ici et maintenant,  Nouvelle Revue de psychanalyse, no 27, 1983, p. 262-272.
- Comment l'hystérique prend possession de l'analyste : l'effet de conversion dans le contre-transfert, Nouvelle Revue de psychanalyse, 1981, no 24, p. 279-286.
- L'esprit de l'objet et l'épiphanie du sacré, avec Claude Monod, Nouvelle Revue de psychanalyse, 1978, no 18, p. 253-262.
- Le langage secret de la mère et de l'enfant, Nouvelle Revue de psychanalyse, 1976, no 14, p. 241-246.

### Documents sonores
- « Civilization and the Discontented: A Presentation by Christopher Bollas », Community West Treatment, 8 août 2020.
- «The Democratic Frame of Mind » Musée Freud de Londres, 4 décembre 2017
- « Mental Pain », Avenali Lecture, université Berkeley, 1er novembre 2016, .
- « Catch Them Before They Fall », interview par Tracy Morgan, pour New books in Psychoanalysis, 26 mars 2013, .